# Трегубов Віктор Миколайович
Трегубов Віктор Миколайович (13 квітня 1965) — російський важкоатлет.
Олімпійський чемпіон 1992 року в категорії до 100 кг.
Чемпіон світу 1993 року в категорії до 99 кг, срібний призер 1994 року в категорії до 99 кг.